# 기아 ARV
기아 ARV는 기아차와 아시아차의 컨셉카이다.